# غافين جيمس باور
غافين جيمس باور (بالإنجليزية: Gavin James Bower)‏ هو كاتب بريطاني، ولد في 28 أكتوبر 1982 في المملكة المتحدة.